# にしゆき
にし ゆき（本名：西有希、7月27日 - ）は、日本の女性歌手である。和歌山県日高郡印南町出身。2011年にデビュー。所属音楽事務所はクロスエンタテイメントである。

## 来歴
和歌山県日高郡印南町に生まれ、育つ。地元・和歌山を題材にしたふるさとの楽曲からラブソングまで幅広く唄っている。これまでに「紀の国　宮子姫」（御坊市）、「花咲くまち」（日高郡・御坊市）、「かえる橋」（印南町）のご当地ソングがあり、JA紀州中央（現JA紀州）マスコットキャラクターのテーマソング「きちゅうくん」「ぽん！わん！ぐー！」も提供している。

和歌山県、奈良県、兵庫県、大阪府などで、ホールコンサートを開催する一方、様々なイベントに出演している。また、2014年から和歌山県御坊市観光協会観光PR大使、2016年からは奈良県橿原市観光大使を務めている。
2011年
音楽事務所㈱クロスエンタテイメントに所属し、プロ歌手デビュー。

5月、奈良県橿原文化会館でコンサートを開催。

7月、デビュー曲｢お母さん｣を収録した1st.ミニアルバム『ふるさとを唄う』を発売開始。

10月、『ふるさとからの贈りもの』『ふるさとの声を聴きながら』を同時発売。兵庫県神戸芸術劇場でコンサートを開催する。

2012年
4月、大阪府湊町リバープレイスでコンサートを開催。

4th.ミニアルバム『甘く 優しく つよく　愛を唄う』を発売。

10月、兵庫県神戸芸術劇場でコンサートを開催する。28日、5th.ミニアルバム｢燃ゆる志kokoro｣を発売。同日、和歌山県・御坊市民文化会館大ホールにて、ふるさとでの初のホールワンマンコンサートが開かれ、満席となる。ゲスト出演の松崎しげるから、楽曲提供される。
2013年
6th.ミニアルバム『きちゅうくん/花咲くまち』を発売。「きちゅうくん」は、JA紀州（当時、JA紀州中央）の花の観光大使マスコットキャラクター「きちゅうくん」のテーマソング。「花咲くまち」は日本一のスターチス・カスミソウ・スイートピーの花卉生産地である御坊市・日高郡をイメージした曲である。

4月、JR御坊駅の1番線ホームにJA紀州による御坊市特産・スターチスのフラワーアート「花咲くまち/きちゅうくん」の展示に立ち会う。

9月、奈良県橿原文化会館でコンサート開催。
2014年
1月、出身地の和歌山県印南町の成人式に招かれ、2015年開催予定の『紀の国わかやま国体』のアピールを行った。

5月、1st.アルバム『WAKAYAMA』を母の日に発売した。これまでのミニアルバムから選曲し、リアレンジした8曲を収録している。和歌山県日高川交流センターでコンサートを開催。

6月、和歌山県御坊市観光協会観光PR大使に就任する。奈良県大淀町のライブにゲスト出演。

7月、奈良県かんなびホールでコンサート開催。黒滝村でのイベントにゲスト出演。日本三大祭りの一つ・大阪天満宮天神祭では、「船渡御」船上で歌を披露。

8月、奈良県天川村・洞川温泉行者祭りにてミニコンサートを開催。

9月、奈良県橿原文化会館でコンサートを開催する。

12月、和歌山県御坊市でディナーショーを開催。同県印南町こども園でコンサートを行った。
2015年
7月、奈良県かんなびホールでコンサートを開催。

8月、奈良県天川村・洞川温泉行者祭り、奈良県吉野町・納涼イベント、同町・龍門まつりに出演した。

10月、奈良県田原本町・十六市でミニコンサートを開催。

11月、第9回宮子姫みなとフェスタにてコンサートを開催。和歌山県由良町・JA紀州由良支店フリーマーケット会場の11トントラックステージにてミニコンサートを開催。

12月、奈良県かんなびホールでコンサートを開催し、7th.ミニアルバム『愛ナラ』を発売。
2016年
4月、奈良県明日香村・国営公園石舞台地区でのイベントに出演。

7月、和歌山県印南町・七夕コンサートinいなみ、奈良県橿原市久米町・納涼祭にゲスト出演。

8月、和歌山県御坊市・御博にサプライズゲストで出演し、ミニコンサートを開催。奈良県天川村・洞川温泉行者祭りに3年連続出演。同県橿原市西池尻町・納涼祭にゲスト出演した。

9月、奈良県橿原市観光大使に就任する。奈良市・御所市・橿原市・天理市、和歌山県印南町でのイベントに出演。8th.ミニアルバム『明日もきっと』を発売。

10月、奈良県香芝市、橿原市、東吉野村のイベントに出演。

11月、奈良県五條市文化祭に出演し、同市大塔町のために作った曲「星のくにからあなたに」を初披露する。同県宇陀市・吉野郡、和歌山県由良町、第10回宮子姫みなとフェスタに参加。

12月、KCNテレビ・ドキュメント番組『CATCH UP』に出演。奈良県宇陀市・橿原市にて、コンサートを開催。
2017年
1月、和歌山県内にて、イベント参加予定。

## ディスコグラフィー
特記のない限り、すべてクロスエンタテイメントからの発売である。

全作品作詞は、にしゆき。